# Chamaebatia
Chamaebatia là một chi thực vật có hoa trong họ Hoa hồng.